# Heinrich III. (Tecklenburg)
Heinrich III. von Tecklenburg (* um 1217; † 25. Juli 1247) war Graf von Tecklenburg als Mitregent, Graf von Vechta-Vlotho und Vogt von Metelen.

## Leben
Heinrich III. war Sohn von Otto von Tecklenburg und Mechthild von Holstein-Schauenburg. Um 1244 heiratete er Jutta von Ravensberg (* um 1223, † nach 1302), Tochter von Otto II. von Ravensberg und Sophie von Oldenburg-Wildeshausen. Als Ehegeschenk erhielt sie von Heinrich III. und Otto II. das Gut in Oythe und die Freigrafschaft Sögel aus dem Hümmling.
Heinrich III. starb 1247. Seine Ehefrau, die Erbin von Vechta und Vlotho war, heiratete danach Walram von Monschau und verkaufte mit ihm und ihrer Mutter zusammen die Herrschaft Vechta mit Zoll- und Münzrecht sowie den Besitzungen in Haselünne und die Güter im Raum Bersenbrück an den Bischof Otto II. von Münster. Zudem schenkte sie dem Bistum ihre Geschenke der ersten Ehe.
| Personendaten    | Personendaten        |
| ---------------- | -------------------- |
| NAME             | Heinrich III.        |
| KURZBESCHREIBUNG | Graf von Tecklenburg |
| GEBURTSDATUM     | um 1217              |
| STERBEDATUM      | 25. Juli 1247        |